# Nigritella
Genre
Classification phylogénétique
Nigritella est un genre de plantes herbacées de la famille des orchidées dont le nom provient de la couleur, fréquemment sombre, de l'inflorescence (notamment celle de Nigritella nigra ou orchis vanille). Ce genre complexe, qui comporte de nombreuses variantes endémiques locales, est parfois inclus dans le genre Gymnadenia.
Là où les espèces du genre Nigritella croissent avec celles du genre Gymnadenia s.s., on peut rencontrer des hybrides intergénériques, notamment Gymnadenia × chanousiana (Gymnadenia conopsea × Nigritella rhellicani) et Gymnadenia × heufleri (Gymnadenia odoratissima × Nigritella rhellicani).

## Principales espèces
- Nigritella austriaca (Teppner & E.Klein) P. Delforge (Syn. Gymnadenia austriaca (Teppner & E.Klein) P.Delforge), nigritelle d'Autriche - Alpes orientales (souvent confondue avec N. rhellicani)
- Nigritella corneliana (Beauverd) Golz & Reinhard (Syn. Gymnadenia corneliana (Beauverd) Teppner & E. Klein), nigritelle de Cornelia, nigritelle rose - Alpes occidentales françaises et italiennes
- Nigritella gabasiana Teppner & E.Klein (Syn. Gymnadenia gabasiana (Teppner & E.Klein) Teppner & E.Klein), nigritelle de Gabas - Pyrénées
- Nigritella rhellicani Teppner & E.Klein (Syn. Gymnadenia rhellicani (Teppner & E.Klein) Teppner & E.Klein), nigritelle noire ou orchis vanille, nigritelle de Rellikon - répandue
- Nigritella nigra (L.) Rchb. f. (Syn. Gymnadenia nigra (L.) Rchb.f.) - endémique de Scandinavie
- Nigritella miniata (Crantz) Janch (Syn. Gymnadenia miniata (Crantz) Hayek), nigritelle rouge - Alpes orientales

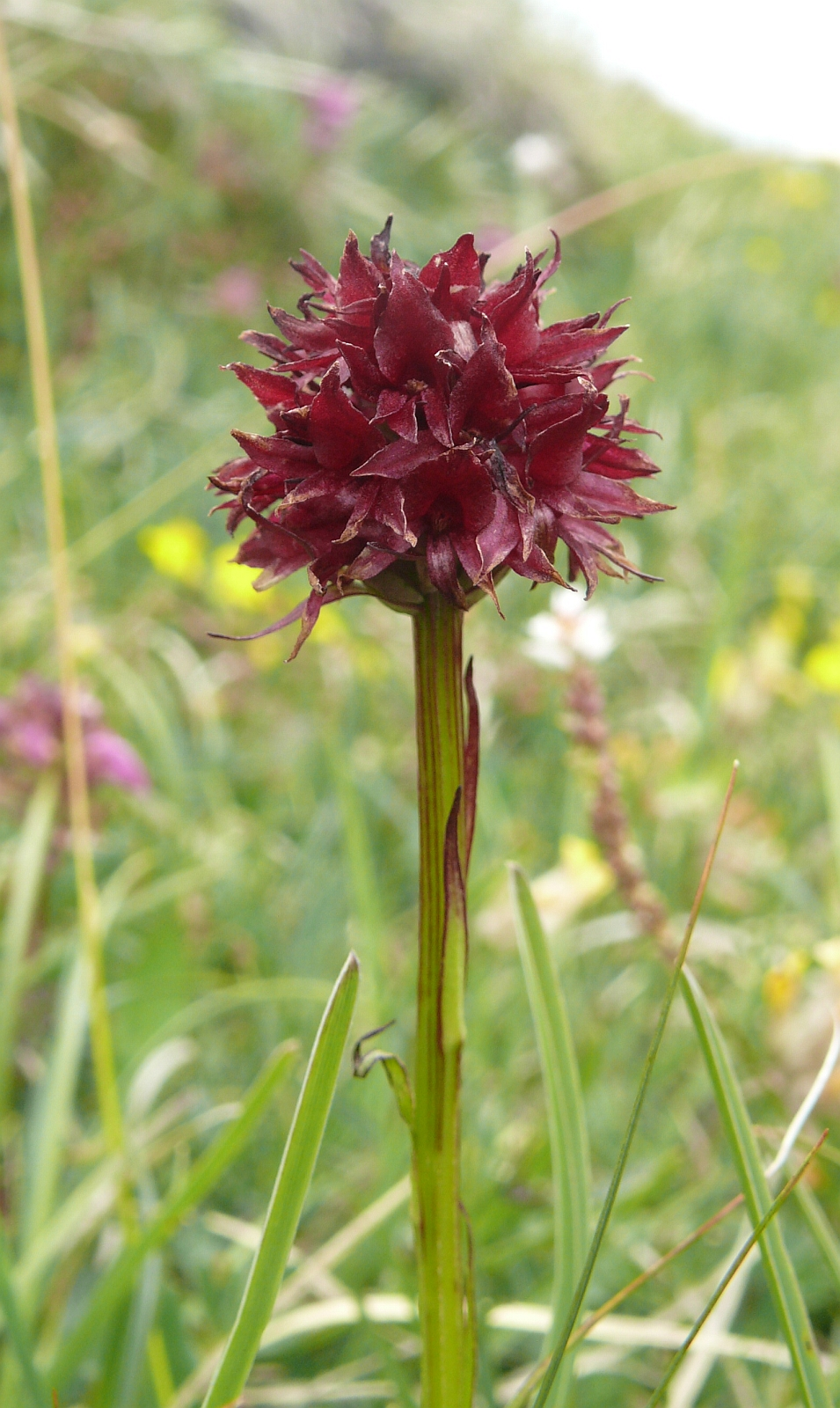
Nigritella austriaca, groupe du Puez, Dolomites
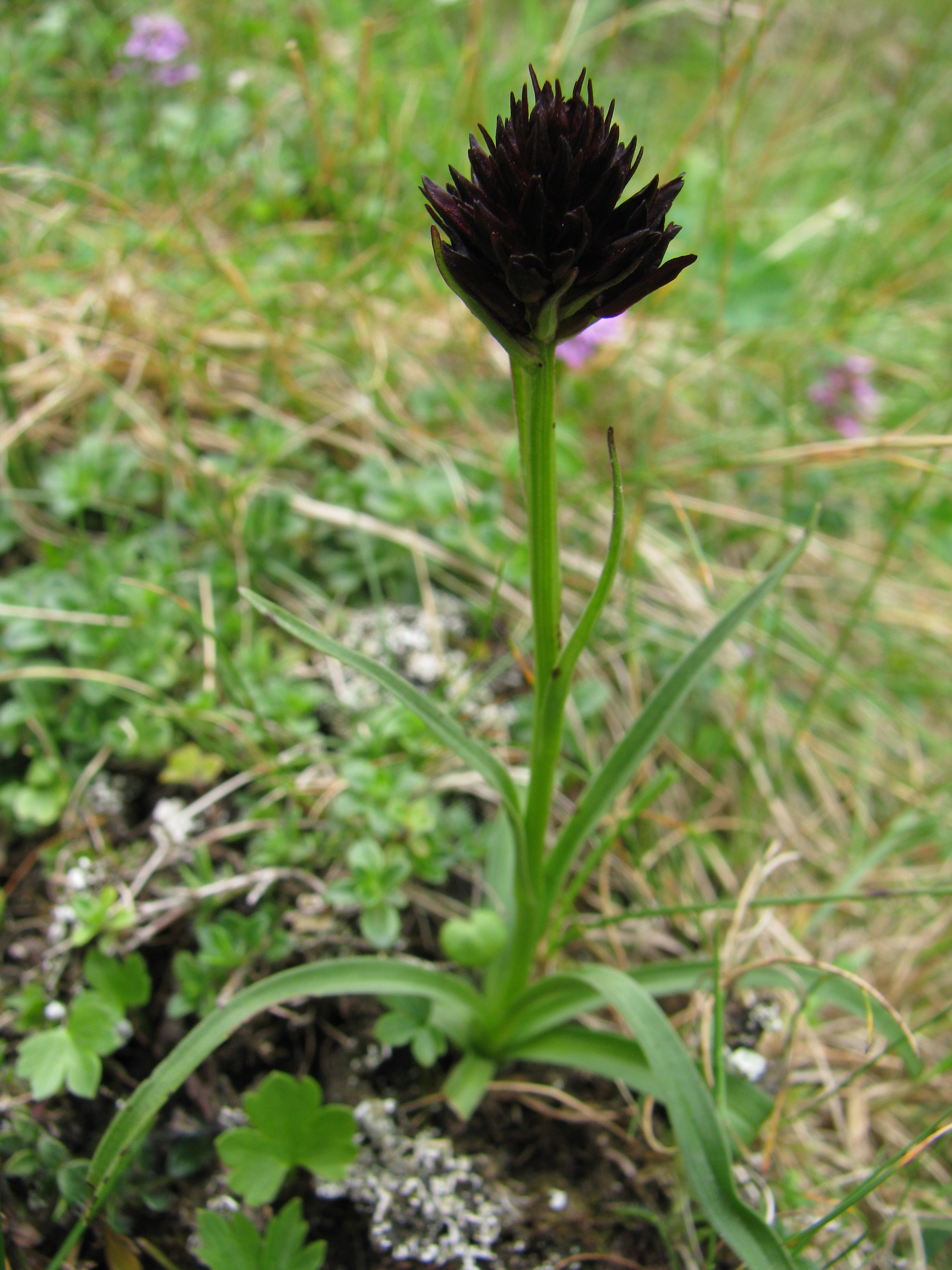
Nigritella gabasiana, Pyrénées
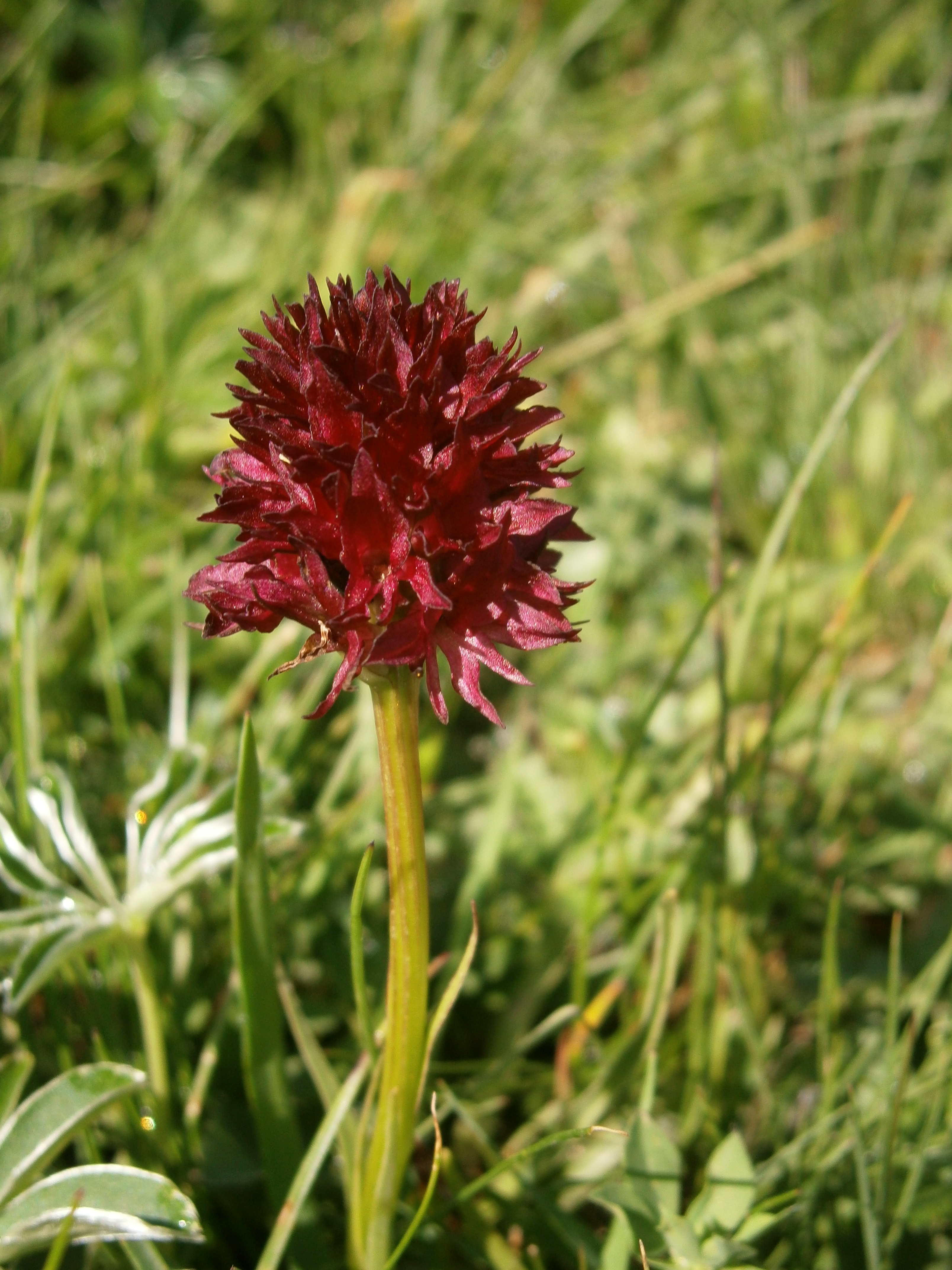
Nigritella rhellicani en Oisans
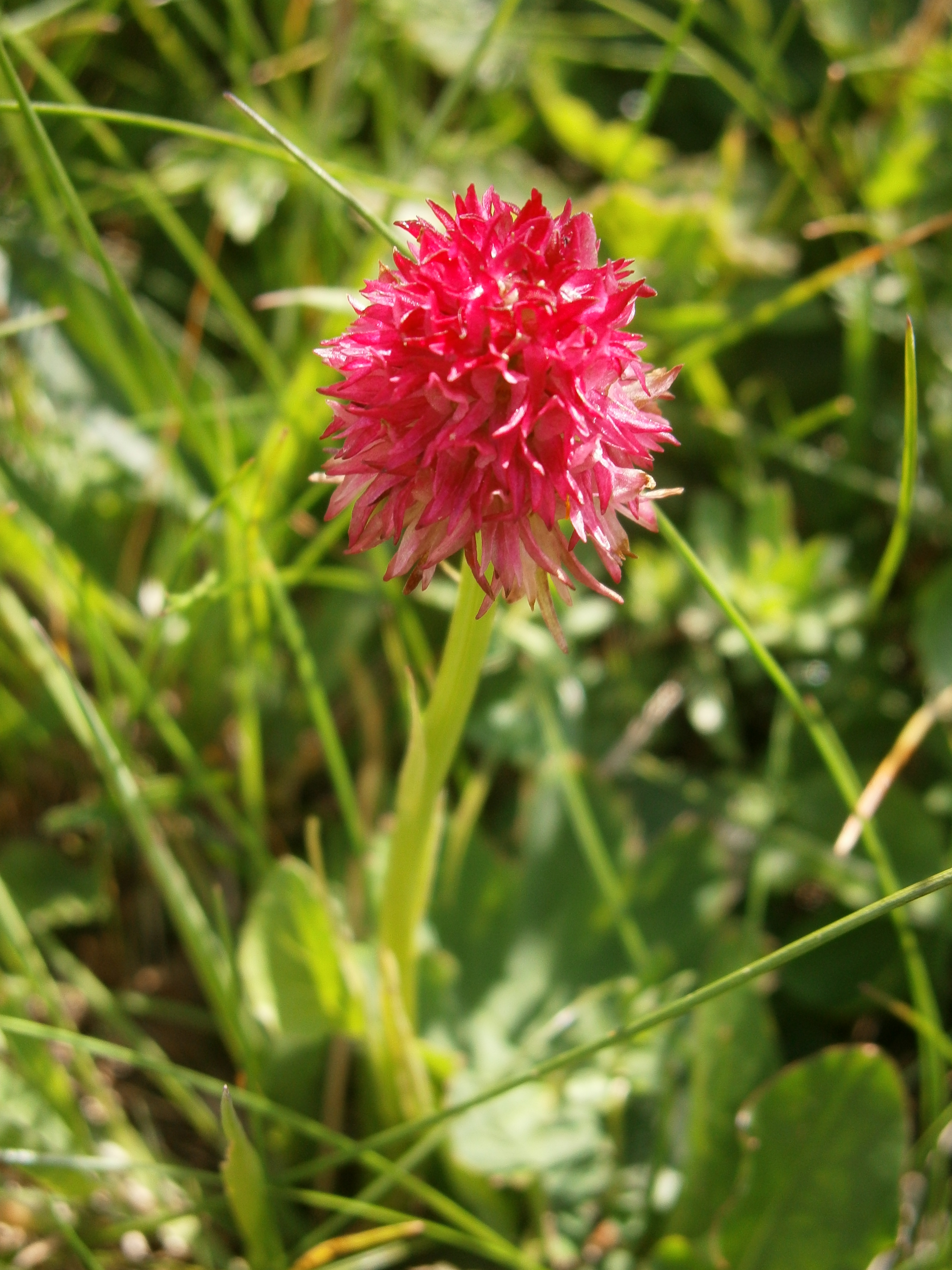
Nigritella corneliana rouge en Oisans
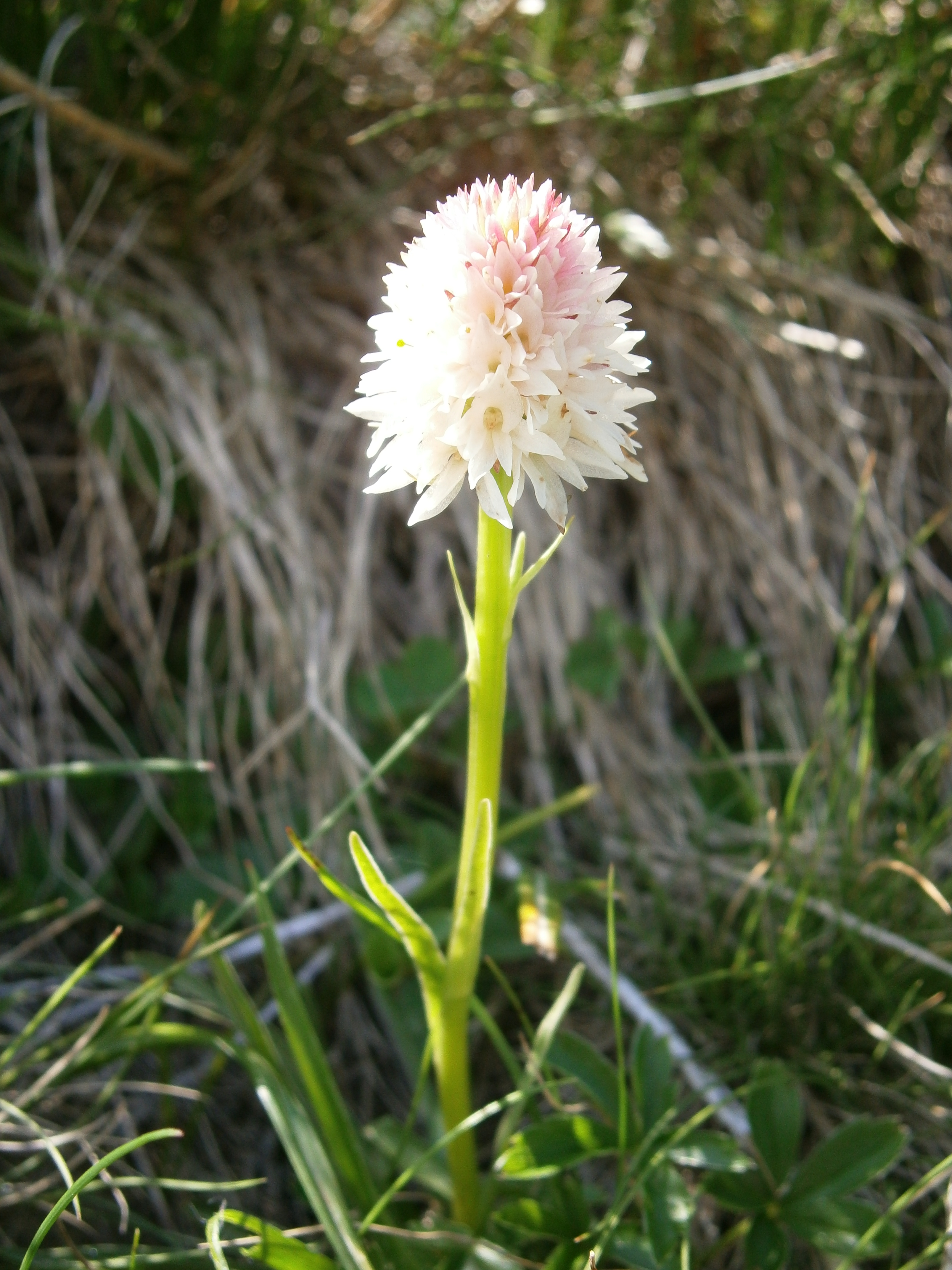
Nigritella corneliana blanche en Oisans
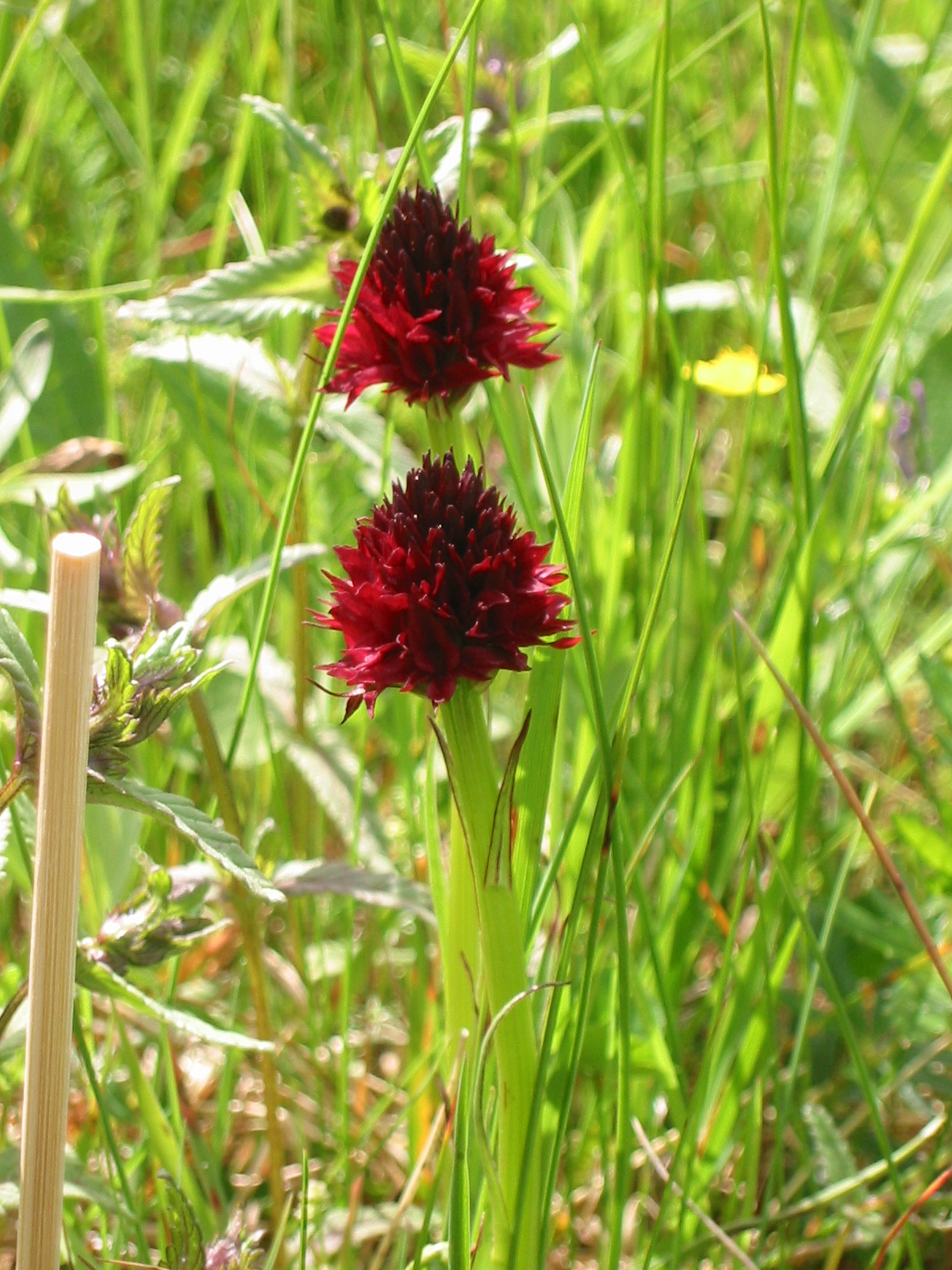
Nigritella nigra en Suède
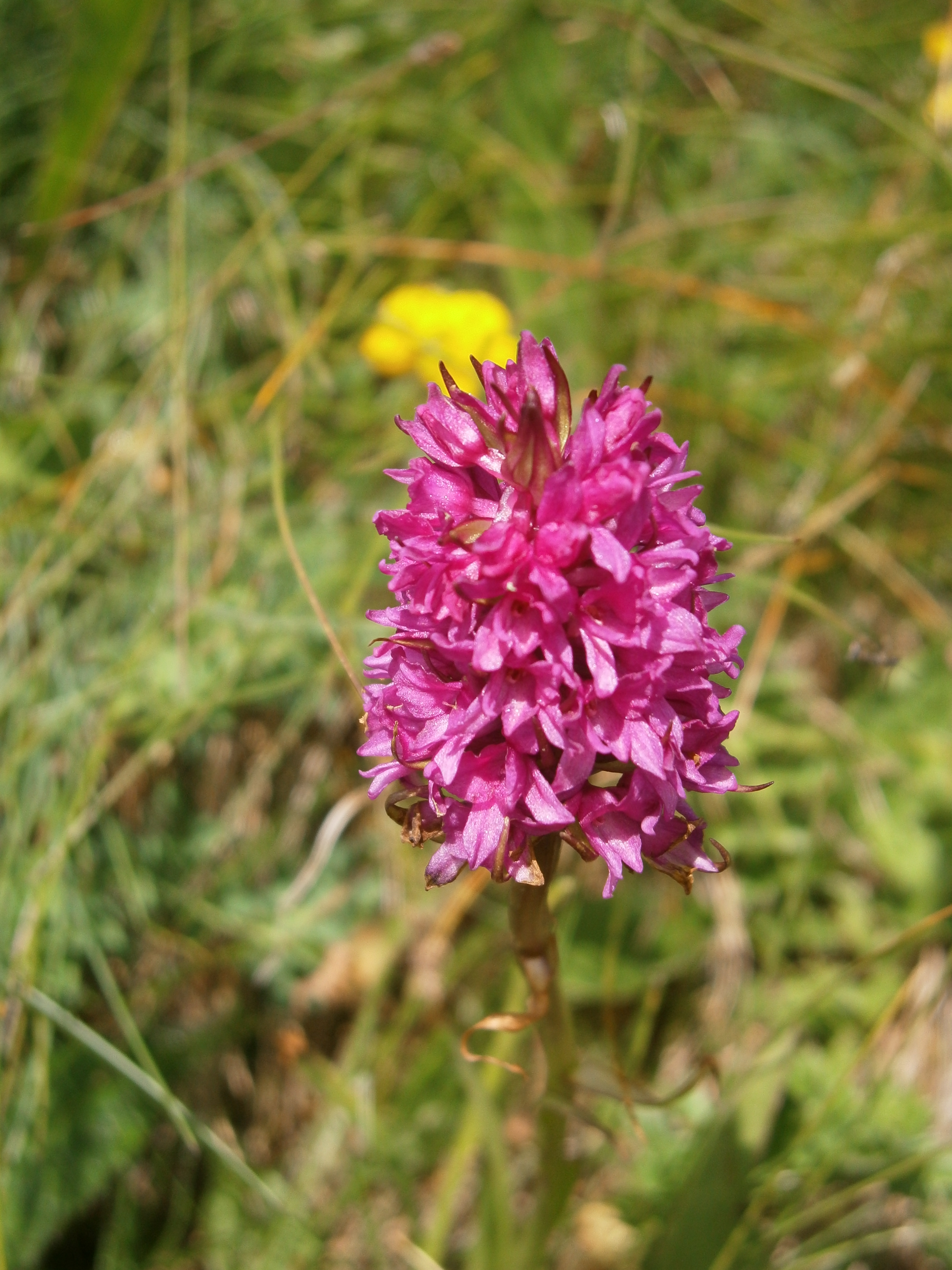
Nigritella miniata, groupe du Sella, Dolomites
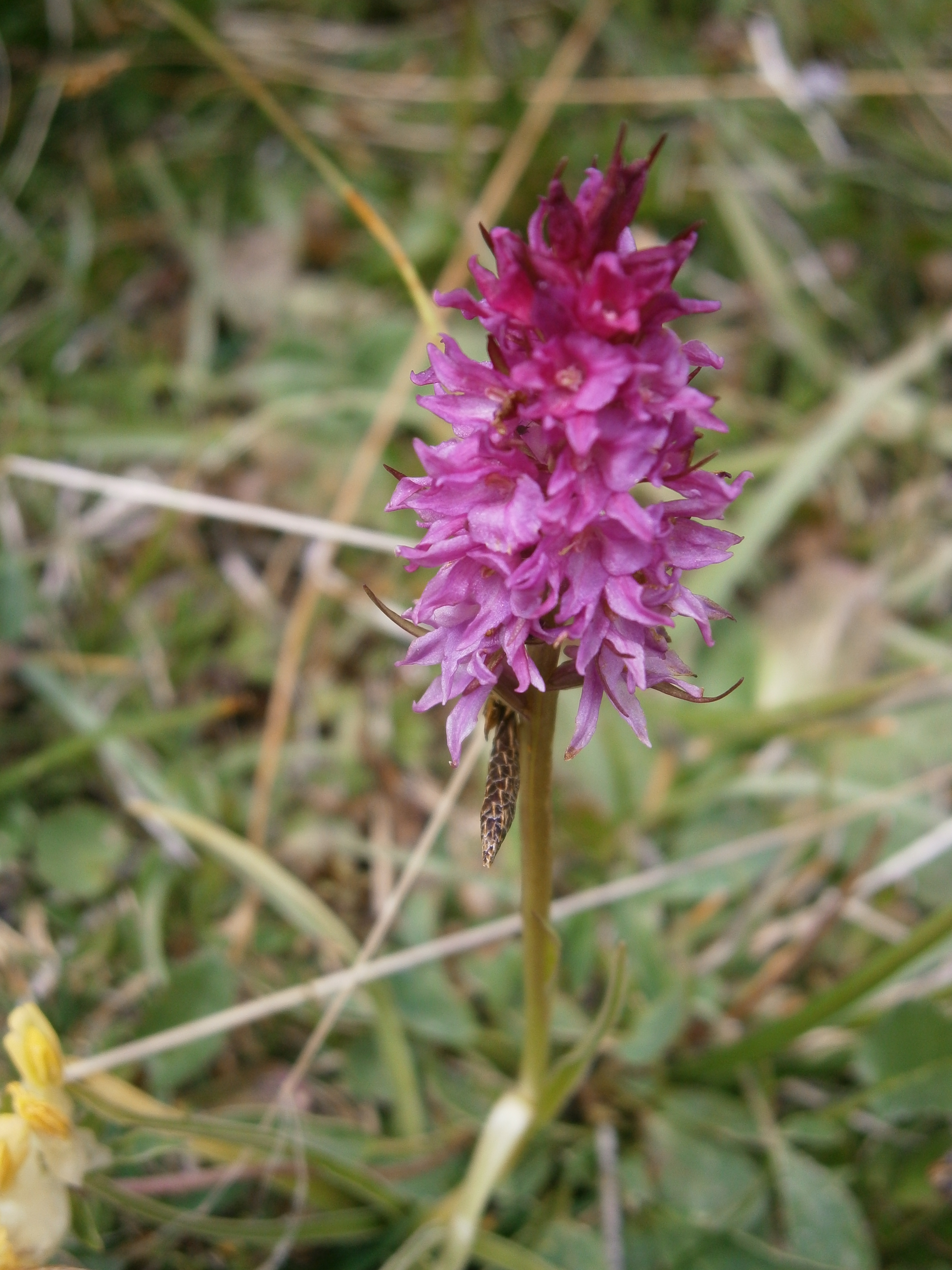
Gymnadenia × chanousiana, Dolomites
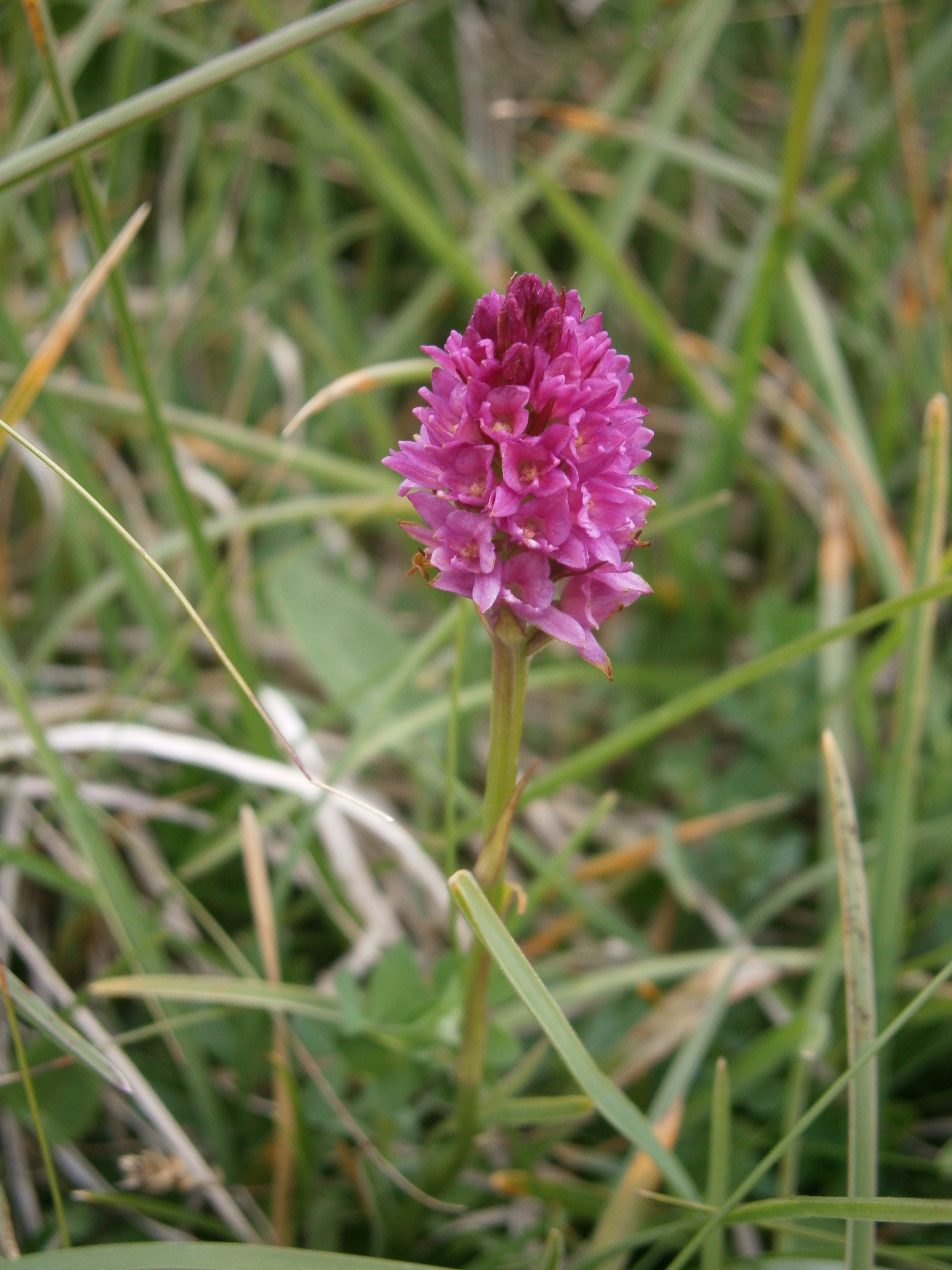
Gymnadenia × heuffleri, Dolomites